# أقطاي قينارجة
أقطاي قينارجة (ولد في 27 يناير 1965، في إسطنبول)، ممثل تركي اشتهر خلال أداءه دور رجل المافيا سليمان شاكر في مسلسل وادي الذئاب مابين عامي 2003 و2004، ومسلسل أضنالي (2008 - 2010). شارك في مسلسل قطاع الطرق لن يحكموا العالم (2015-2021).

## أشهر مسلسلاته
- قلب شجاع (1999) مع كنعان إميرزالي أوغلي
- وادي الذئاب (2003-2004)
- أضنالي (2008-2010)
- نوري (2011)
- صكاريا الفرات (2011-2012)
- قطاع الطرق لن يحكموا العالم (2015-2021)
- لا أستطيع التأقلم مع هذا العالم (منذ 2022)

## وصلات خارجية
- أقطاي قينارجة على موقع IMDb (الإنجليزية)
- أقطاي قينارجة على موقع ألو سيني (الفرنسية)
- أقطاي قينارجة على موقع ميوزك برينز (الإنجليزية)
- أقطاي قينارجة على موقع أول موفي (الإنجليزية)
- أقطاي قينارجة على موقع قاعدة بيانات الفيلم (الإنجليزية)
- أقطاي قينارجة على موقع كينوبويسك (الروسية)